# 郎雄
郎雄（1930年1月1日—2002年5月2日），本名郎益三，台灣電影演員，漢族，江蘇省宿遷縣人，祖籍山東濰坊。郎雄的演藝生涯開始於軍中的劇團，演技成熟老練，深刻而富情感，多半演出父親或硬漢角色，在正反多種角色上都有精湛表現。郎雄參加電視劇、電影等多種演出，並致力於宗教與公益活動。除電影作品外，郎雄也曾與周迅等合作演出公共電視連續劇《人間四月天》，扮演梁啟超。

## 生平
- 1970年，郎雄正式進入中國電視公司（中視），演出多部連續劇。
- 1974年，郎雄主演中視連續劇《一代暴君》，劇中飾演秦始皇，因表現出色而成名。
- 1976年，郎雄以電影《狼牙口》獲得第13屆金馬獎最佳男配角獎[1]；同年，與京劇評論家包緝庭之女、中視導播包珈結婚。
- 1991年，郎雄擔任中視兒童節目《童話世界》第二代（末代）主持人（第一代主持人為崔麗心），被節目中兒童尊稱為「郎爺爺」，獲得1991年第26屆金鐘獎最佳兒童節目主持人獎。
- 1991年，與李安合作拍攝《推手》，以60歲高齡獲選第28屆金馬獎最佳男主角。此後兩人也有多次精彩合作，1993年的《囍宴》讓他再次獲得第30屆金馬獎最佳男配角獎。
- 1993年，天主教教宗若望保祿二世冊封郎雄為「聖思維騎士團爵士（英语：Order of St. Sylvester）」[2][a]，為天主教友重要榮譽稱號。
- 1997年，郎雄以《夢土》一劇獲得第32屆金鐘獎最佳男主角獎。
- 2002年，郎雄病逝於台北，享年72歲，葬禮由教廷中華民國主教區樞機主教單國璽主持。第39屆金馬獎晚會，推舉李安與歸亞蕾頒發終身成就獎給郎雄，由包珈出席代領。

## 作品

### 電影
- 1975年，《梦湖》（唐宝云主演）
- 1976年，《八百壯士》（林青霞主演）
- 1976年，《狼牙口》
- 1976年，《黑龍會》
- 1978年，《蒂蒂日记》
- 1978年，《無情荒地有情天》
- 1979年，《早安台北》（钟镇涛主演）
- 1979年，《汪洋中的一條船》
- 1980年，《天凉好个秋》
- 1980年，《皇天后土》
- 1981年，《皇天后土》
- 1986年，《唐山过台湾》
- 1987年，《跨越时空的小子》
- 1987年，《報告班長》
- 1988年，《中国最后一个太监》
- 1990年，《又見操場》
- 1990年，《異域》
- 1991年，《推手》
- 1992年，《五湖四海》
- 1993年，《喜宴》
- 1994年，《飲食男女》
- 1994年，《祖孙情》
- 1994年，《情人的情人》
- 1996年，《今天不回家》
- 1996年，《鸦片战争》
- 1998年，《不夜城》
- 1999年，《春風得意梅龍鎮》
- 2000年，《臥虎藏龍》
- 2002年，《雙瞳》
- 2002年，《天脉传奇（英语：The Touch (2002 film)）》

### 電視劇

#### 臺灣電視公司
- 《末代兒女情》（播出期間：1990年9月24日～1990年11月21日）：饰演赫天禄

#### 中國電視公司
- 《長白山上》（播出期間：1970年12月21日～1971年3 月13日）：飾演二當家獨眼龍
- 《苦情花》（播出期間：1973年9月3日～1973年11月5日）
- 《一代暴君》（播出期間：1974年3月17日～1974年5月19日）：飾演秦始皇
- 《武聖關公》（播出期間：1974年）：飾演關羽
- 《一代紅顏》（播出期間：1975年2月3日～1975年4月11日）：飾演多鐸
- 《戰國風雲》（播出期間：1980年11月10日～1980年12月19日）：飾演廉頗
- 《天涯赤子情》（播出期間：1982年8月15日～1982年12月19日）
- 《書劍千秋》（播出期間：1984年9月27日～1984年11月2日）
- 《一代女皇》（播出期間：1985年～1986年）：饰演长孙无忌
- 《挑伕》（播出期間：1986年12月18日～1987年4月30日）：飾演伍大豪
- 《珍珠傳奇》 (播出時間：1987 )  ：飾演安祿山
- 《大野英豪》 (播出時間：1987 )  ：飾演趙大
- 《情在天涯》 (播出時間：1988 )  ：飾演常貴
- 《一代名臣范仲淹》（播出期間：1989年8月28日～1989年9月1日）：饰演吕夷简
- 《俠客行》
- 《再回到從前》
- 《錦繡劇坊──讓我再愛一次》

#### 中華電視公司
- 《大將軍郭子儀》（共21集，播出期間：1971年11月1日～1971年11月22日）
- 《婚姻的故事》（共70集，播出期間：1973年10月8日～1974年1月11日）
- 《草地狀元》（共42集，播出期間：1991年12月5日～1992年1月31日）
- 《家有仙妻》客串董事
- 《星夢淚痕》飾翁勝利

#### 其他
- 中華電視台製作，三台聯播反共復國影集：《寒流》（共60集，播出期間：1976年1月12日至1979年4月14日）
- 台灣公共電視：《人間四月天》（2000年）

### 主持
- 中國電視公司兒童節目《童話世界》〔第二代（末代）主持人〕

## 註解
1. ↑  聖思維爵士，1841年教宗國瑞十六世創設。[3]